# Watersnoodmonument Beneden-Leeuwen
Het Watersnoodmonument is een 19e-eeuws gedenkteken in de Nederlandse plaats Beneden-Leeuwen, in de provincie Gelderland.

## Achtergrond
Op 1 februari 1861 vond er door kruiend ijs een watersnoodramp plaats bij Leeuwen. Door een doorbraak van de Waalbandijk kwam het hele Land van Maas en Waal onder water te staan en verdronken 37 mensen. Pas in mei was het meeste water weer verdwenen. Al in het jaar na de ramp werd besloten een herdenkingsmonument op te richten, maar uitvoering bleef uit. In 1874 vierde koning Willem III zijn zilveren jubileum. Besloten werd een monument op te richten ter herinnering aan de ramp en als "bewijs van bijzondere hulde en dankbaarheid voor 'tgeen Z.M. in 1861 tot leniging van den nood verricht heeft". Het monument werd op 28 oktober 1874 onthuld.

## Beschrijving
Het monument bestaat uit een hoge zuil op een vierkante sokkel. Op de top van de zuil is een koningskroon geplaatst, aan de voet in reliëf een kleine krans. De sokkel heeft aan alle zijden verdiepte vlakken, waarin een plaquette met opschrift is geplaatst. Van links naar rechts is te lezen:

De vloed eischte 37 offers. Een meisje van 8 jaren dobberde 6 dagen op de golven en bleef gespaard. 1 Februari 1861

Aan KONING WILLEM DEN DERDEN en Hoogstdeszelfs Broeder PRINS HENDRIK. Het dankbare Leeuwen. 12 Mei 1874

Een traan in het manlijk oog - Een troostwoord in den mond - stond Neêrlands vorst ons bij - in deze bangen stond

Het monument wordt aan drie zijden omgeven door een hekwerk. De kroon en de opschriften waren oorspronkelijk verguld.

## Waardering
Het Watersnoodmonument werd in 1971 als rijksmonument in het Monumentenregister opgenomen.